# Szkoła pozycyjna
Szkoła pozycyjna – jedna z głównych koncepcji zarządzania strategicznego. Fundamentem szkoły pozycyjnej
jest przyjęcie założenia, że istotą strategii jest osiąganie przewagi konkurencyjnej. Zakłada, że strategie mają głównie charakter produktowo-rynkowy i powstają na poziomie strategicznych jednostek biznesu.